# Sher-Gil (cratère)
Sher-Gil est un cratère d'impact présent sur la surface de Mercure. 
Le cratère fut ainsi nommé par l'Union astronomique internationale en 2008 en hommage à la peintre indienne (née en Hongrie) Amrita Sher-Gil. 
Son diamètre est de 76,56 km. Il se situe dans le quadrangle de Neruda (quadrangle H-13) de Mercure.